# Московский цирк Никулина на Цветном бульваре
Московский цирк Никулина на Цветном бульваре (также известный как «Старый цирк») — один из старейших стационарных цирков в России, расположен на Цветном бульваре в Москве. Вместимость зала — 2000 мест, высота купола — 25 метров, диаметр манежа — 13 метров
С 1880 по 1913 год этот цирк носил имя основателя Альберта Саламонского, после Октябрьской социалистической революции и национализации был переименован в Первый государственный. С 1996-го носит имя артиста Юрия Никулина, который в 1983—1997 годах был его руководителем.

## История

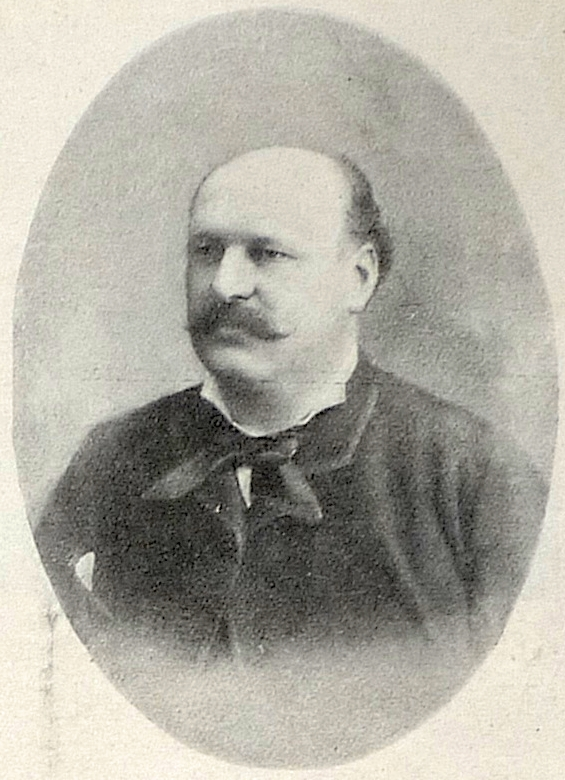
Альберт Саламонский, 1913 год

### Цирк Саламонского
Основателем цирка на Цветном бульваре является Альберт Саламонский, потомственный наездник и артист. С 1862 года он выступал самостоятельно, в 1873-м открыл свой первый цирк в Берлине, а затем и в других городах: Риге, Одессе, Дубулты. В начале 1880 года Саламонский приехал в Москву с идеей построить и открыть в столице новый цирк. Средства на строительство выделил купец и золотопромышленник Александр Данилов, архитектором выступил Август Вебер. Площадку для строительства выбрали на месте бывшего цветочного рынка, где традиционно останавливались балаганы и выступали бродячие артисты. Конкуренция была высокой: с 1853 года в Москве работал цирк полковника Новосильцева, с 1868-го — филиал цирка Чинизелли на Воздвиженке. Практически одновременно в соседнем здании № 11 (современный концертный зал «Мир») с Саламонским открыли своё дело братья Никитины.
Первое представление в московском цирке Саламонского состоялось 12 октября 1880 года:
На открытии цирка выступали: хорошенькая Генриетта, превосходно жонглировавшая на слабо натянутой проволоке, г-жа Труцци, скакавшая на неоседланной лошади, отличный наездник Фредди Саламонский, клоуны-гимнасты братья Паскалини и сам Альберт Саламонский с 14 дрессированными жеребцами. Кроме того, был поставлен балет-пантомима «Жизнь в зимний вечер» с катанием на коньках и санках и комическими сценами.
В зрительном зале располагалось только пять рядов кресел, остальные места были стоячими или на деревянных лавках, билеты на которые стоили значительно меньше. Хотя основной публикой традиционно являлось купечество, Саламонский хотел привлечь в цирк представителей и других сословий. Многие его решения были новаторскими: использовать в программе только первоклассные номера, приглашать артистов нецирковых жанров (хоры, певцов, народных музыкантов), ставить массовые конные номера до 35 животных на манеже. Именно Саламонскому принадлежала идея создания детских представлений и Рождественских ёлок, до него цирковые зрелища считались не подходящими «к детскому пониманию».
Кроме цирковых представлений, цирк использовался для показа панорам, в частности, там была показана панорама «Голгофа» Яна Стыки, которую увидели Лев Толстой и Павел Флоренский.
После смерти Саламонского в 1913 году популярность цирка пошла на спад.

### Первый государственный цирк

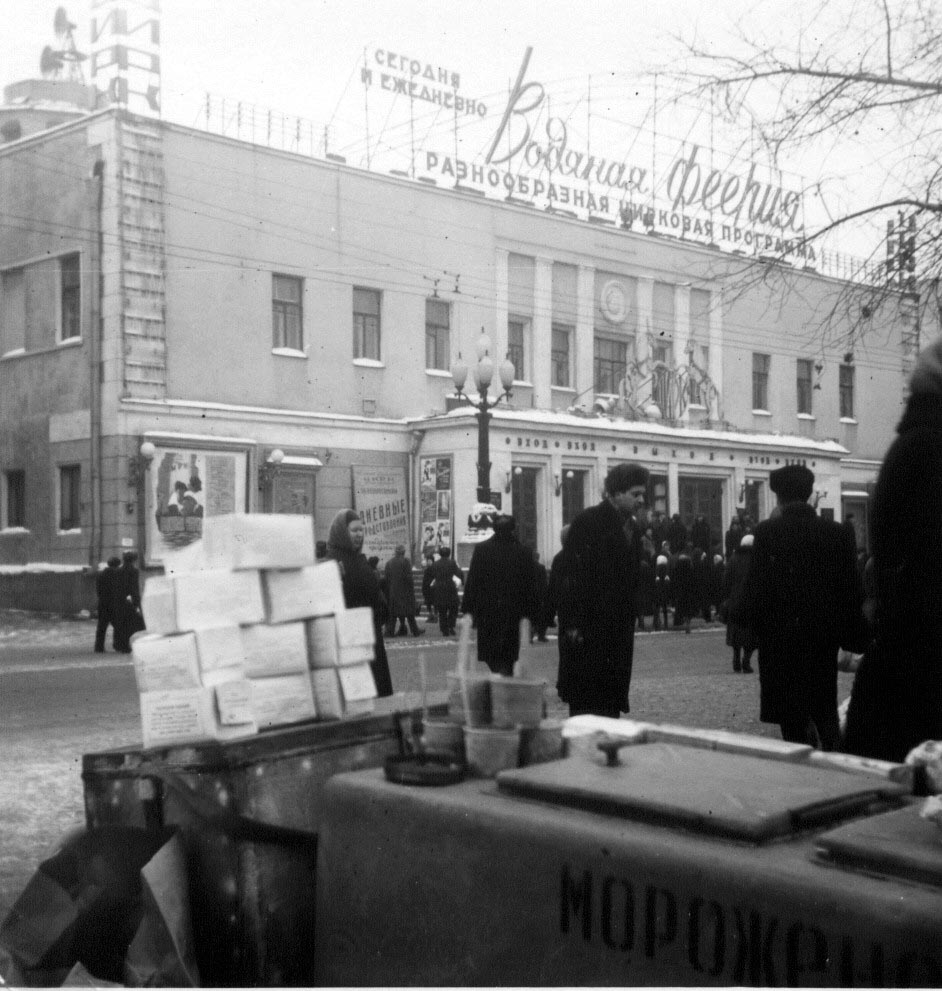
Цирк на Цветном бульваре, 1959 год

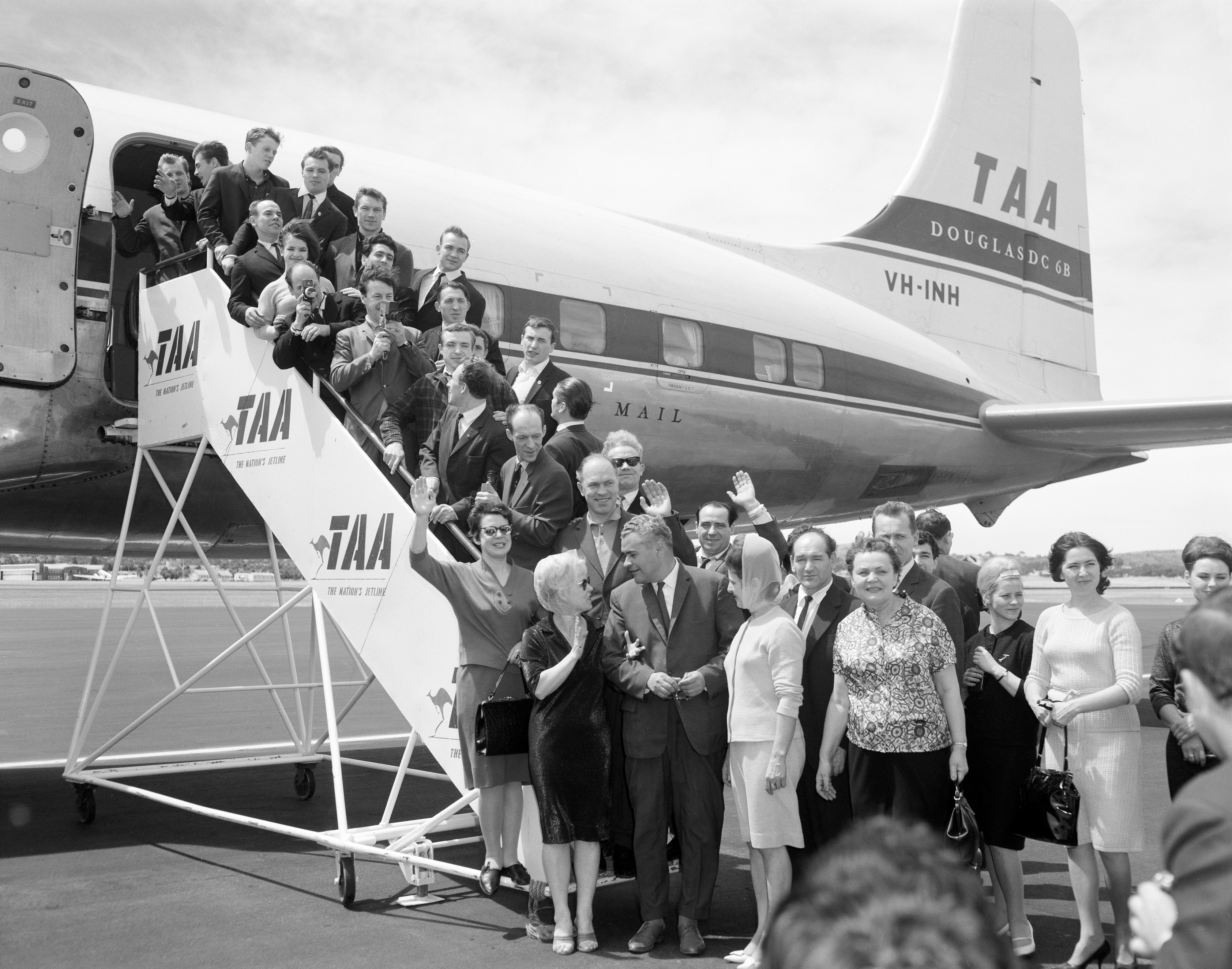
Артисты Московского государственного цирка на гастролях, Канберра, 1965 год

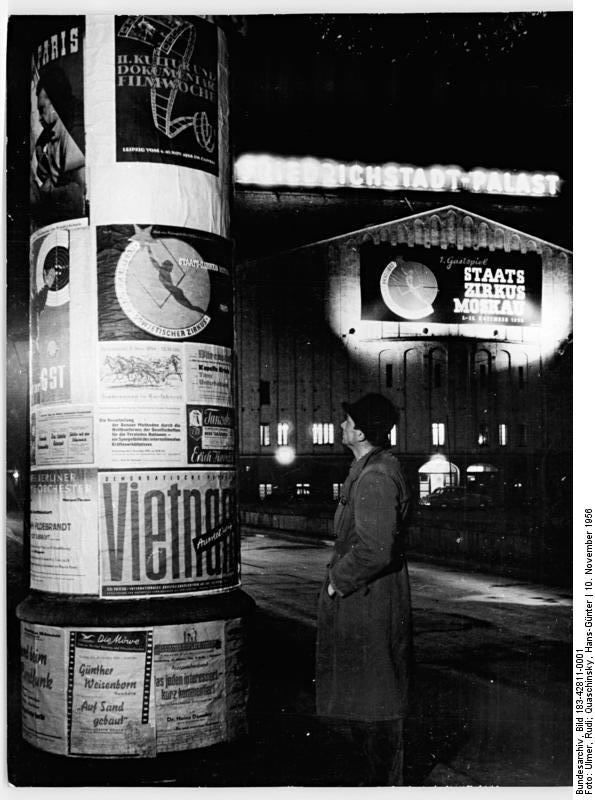
Афиша Московского цирка в Восточном Берлине, 1956 год

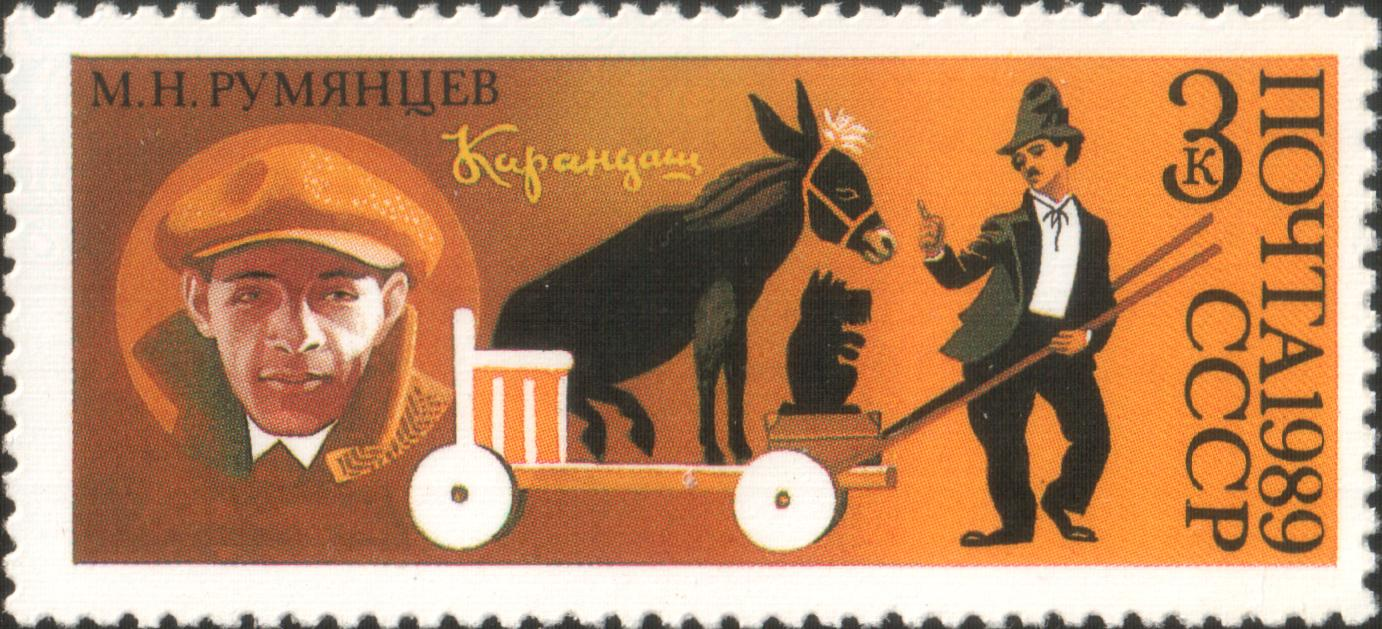
Юбилейная марка к 70-летию цирка, 1989 год

После революции в 1919 году цирк Саламонского национализировали, декрет «Об объединении театрального дела» лично подписал Владимир Ленин. Художественным руководителем был назначен Вильямс Труцци из семьи наездников и дрессировщиков, он занимал пост директора до 1924-го. Благодаря Труцци на гастроли в Россию стали приезжать именитые зарубежные артисты, причём выступали они не только в двух столицах, но и в провинции. Постепенно роль управляющего цирком разделилась на две должности — директора и режиссёра (художественного руководителя). Первому отводилась роль организатора и ответственного за техническое оснащение, второй занимался непосредственно постановками.
После революции сложилась «конвейерная» практика работы артистов: каждый из них числился не в конкретной труппе, а в штате Союзгосцирка, который объединял свыше ста цирков разных видов (шапито, стационарных, зверинцев) в разных частях СССР. Управление формировало гастрольный график, благодаря которому участники отдельных программ и номеров переезжали из города в город, не зависели от сезона и никогда не оставались без работы.
С 1919 года к цирку на Цветном бульваре начала возвращаться былая популярность, однако партия подвергала старый репертуар жёсткой критике. Молодая советская власть видела в его публике важную для себя аудиторию, поэтому старалась очистить программы «от налета варьетэ и эстрады, особенно сгустившегося в годы войны и революции», и использовать манеж как средство пропаганды. Например, убеждённый социалист Владимир Маяковский писал острые политические тексты для клоуна Виталия Лазаренко. К 1930 году благодаря усилиям дирекции были прекращены попытки «революционизировать» репертуар: политические мизансцены отпугивали публику и снижали продажи билетов.
С 1931 по 1934 год пост художественного руководителя занимал режиссёр Эммануил Краснянский. В 1936-м в Москву перевели Михаила Румянцева, который выступал под псевдонимом Карандаш. Его фигура в значительной мере сформировала стиль клоунады нового времени, популярность Румянцева сделала ковёрных клоунов не просто «заполнителями пауз», но и центральными актёрами программы.
Представления не прекращались даже в годы Великой Отечественной войны, в программе шли номера с тематическими трюками. Были организованы «фронтовые филиалы»: например, Карандаш весь 1942 год проводил выступления в действующих частях армии. При этом многие члены труппы были мобилизованы. В фойе цирка на Цветном бульваре установлен памятный камень в честь ансамбля донских казаков, которые отправились на передовую прямо с арены и дошли до Берлина.
В 1945 году директором был назначен Николай Семёнович Байкалов, под его руководством началась одна из самых успешных эпох в истории цирка на Цветном бульваре. Над программами работали выдающиеся режиссёры: Арнольд Арнольд, Александр Аронов, Марк Местечкин и другие. С 1935 по 1970 год бессменным шпрехшталмейстером был Александр Буше, который вошёл в историю как один из лучших представителей профессии. В 1946-м начала свою работу Студия клоунады, во второй набор которой попал Юрий Никулин — будущий народный артист СССР и один из самых известных клоунов в истории. К 1954 году окончательно установилась постановочная практика, когда для каждой программы пишется сценарий и номера объединены общей тематикой.
Практически до конца столетия советский цирк пользовался званием самого профессионального и зрелищного в мире. Многие артисты цирка на Цветном бульваре ставили номера, не имевшие аналогов: иллюзионисты братья Кио, эквилибристки сёстры Кох, клоуны Леонид Енгибаров, Олег Попов, дуэт Никулин и Шуйдин. Коллектив выезжал с гастролями в Японию, страны Европы, Южной Америки и Африки. В Египте советские артисты даже участвовали в создании местных школ циркового искусства. В 1962 году состоялись первые гастроли в Канаде, а в следующем году — в США, везде выступления пользовались большим успехом:
В одной из рецензий было сказано коротко, но выразительно: «Если Большой театр завоевал наши сердца, то Московский цирк увез их с собой». «Всех, кто пропустит представление Московского цирка, нужно исследовать, нормальный ли он человек», — заявлено в другой.Из книги Феодосия Бардиана «Советский цирк на пяти континентах»
Отличительной чертой репертуара был акцент на мастерстве и харизме актёров, костюмы и декорации в школе советского цирка играли вторичную роль. Славу цирку приносили и животные-артисты: поколениями семьи дрессировщиков ставили номера с участием тигров, львов, медведей, собак, обезьян и слонов.
К началу 1980-х годов советский цирк стал испытывать финансовые затруднения. В разных странах начали развиваться и набирать популярность национальные цирки, поэтому доходы от заграничных гастролей резко упали. Разветвлённая сеть Союзгосцирка включала 70 стационарных зданий, на поддержание которых постоянно требовались значительные средства. Низкие гонорары и сложные условия работы провоцировали отток артистов: открытый в 1984-м в Канаде Cirque du Soleil до сих[каких?] пор на четверть состоит из русских артистов, некоторые его программы составлены ими практически полностью.

### Цирк Никулина

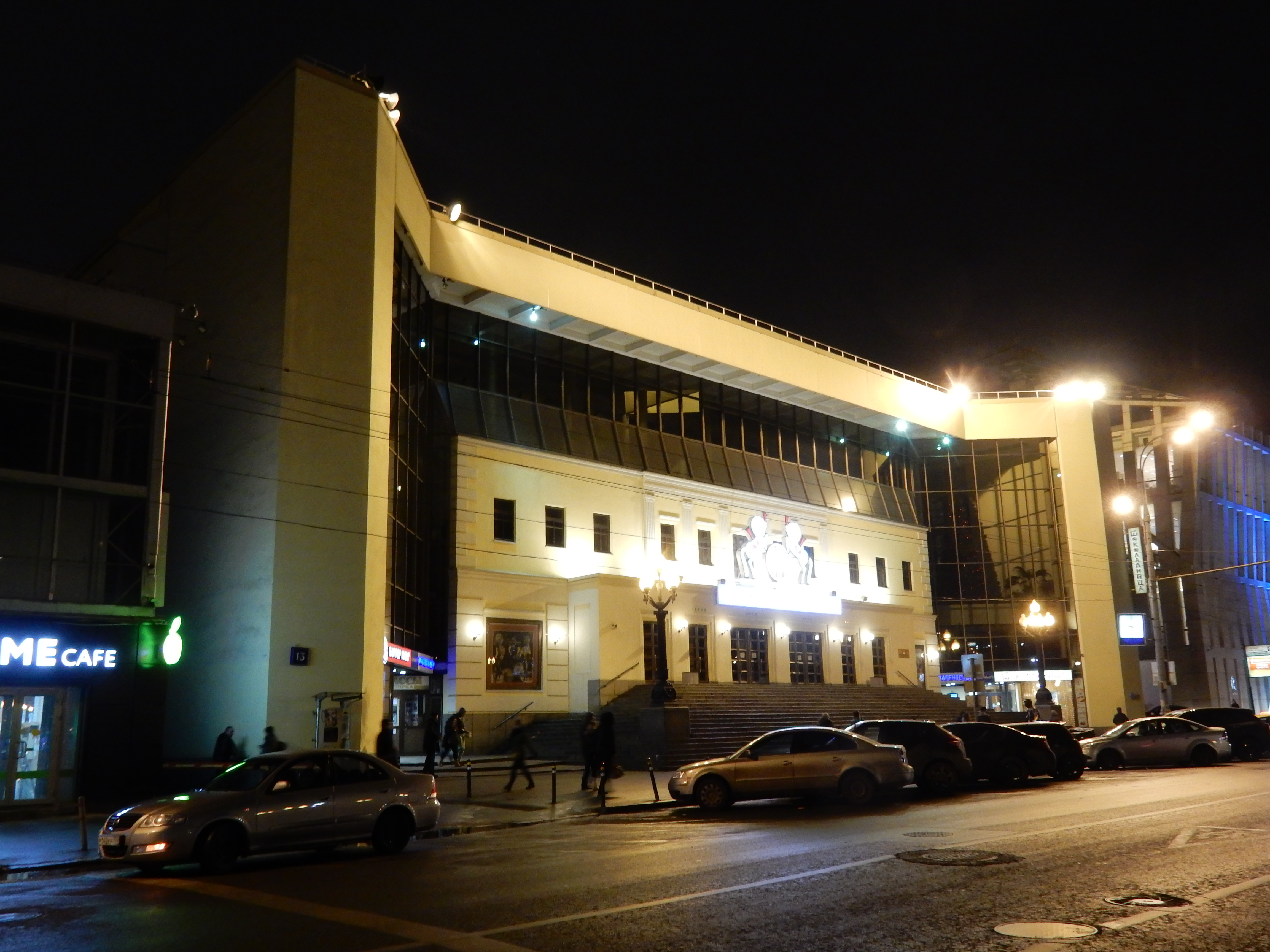
Новое здание цирка, 2014 год

Памятник Юрию Никулину у входа в цирк, 2013 год

В 1983 году руководителем назначили Юрия Никулина — советского клоуна и киноактёра, который к тому моменту проработал в цирке на Цветном бульваре 36 лет. Благодаря его усилиям была наконец реализована давно назревшая необходимость перестроить здание — за целый век работы старый цирк сильно обветшал и не мог вместить всё необходимое для современных представлений. В 1985-м состоялся заключительный вечер, после которого должны были начать снос:
Это было удивительное представление. В качестве директора и, как кто-то уточнил из артистов, просто в качестве Юрия Никулина я вышел на манеж, сказал несколько слов зрителям, обратился к ветеранам, к тем, кто несколько десятилетий проработал в нашем цирке. Колотилось сердце. Минут за 20 до выхода на манеж я разволновался, ощутил нехватку воздуха, вышел на улицу, стоял на ступеньках цирка, кто-то предлагал лекарство, я отказался его принимать. Как только вышел на манеж, всё прошло. Я видел перед собой заполненный зал, а рядом были друзья, товарищи по работе — артисты, режиссеры, художники, билетеры, кассиры, столяр, плотник, портные, осветители, униформисты, уборщицы, дворники...Из книги Юрия Никулина «Почти серьёзно...»
В 1985 году вековой цирк Саламонского разобрали. Строительство нового здания постоянно откладывалось из-за бюрократических проволочек и проблем с финансированием. До декабря 1986-го на этом участке был только пустой котлован. Дирекции предоставили три комнаты в аварийном здании на Петровском бульваре.
Проект нового здания подготовили архитекторы Владилен Красильников, Александр Агафонов и Николай Кудряшов, строительные работы проводила финская компания «Polar». Внешний облик фасада и зрительного зала сохранили практически неизменными, в то время как размер остальных помещений был увеличен в несколько раз, появился отдельный манеж для репетиций. По личной просьбе Никулина архитекторы воспроизвели на прежнем месте клоунскую гримёрку. Были сохранены некоторые оригинальные предметы мебели и интерьера из цирка Саламонского. Работы длились два года, торжественное открытие и первое выступление в новом здании цирка на Цветном бульваре состоялись 29 сентября 1989 года.
Кризисные 1990-е годы оказались тяжёлыми и для цирка. В 1990-м произошли структурные изменения: он был выведен из государственного управления и переформирован в акционерное общество. Здание осталось у труппы на правах аренды. В 1993 году состоялось покушение на коммерческого директора Михаила Седова, 19 августа он скончался в реанимационном отделении Института скорой помощи имени Склифосовского. Сотрудники цирка оказывали всестороннюю помощь следствию в поиске нападавших, из-за чего многие из них стали получать угрозы. В 1998-м был убит заместитель директора по хозяйственной части Владимир Зеленцов. В администрации цирка он занимался финансовыми вопросами: стоимостью и распределением билетов, рекламой, поиском спонсоров. После смерти Седова сын Юрия Никулина, Максим, начал помогать с бумагами и бухгалтерией, в 1994 году получил официальную должность. На тот момент продажи билетов были очень низкими, заполняемость зала не превышала 20 %.
В 1996 году Юрию Никулину исполнилось 75 лет. За выдающиеся заслуги артиста наградили орденом «За заслуги перед Отечеством» III степени, а цирк, которому он посвятил бо́льшую часть своей жизни, был переименован в его честь. По инициативе Никулина основали благотворительный фонд для помощи ветеранам цирка. В 1997-м году Юрий Владимирович Никулин скончался от осложнений после операции на сердце, руководителем цирка был назначен его сын Максим.
В 2000 году у главного входа установили памятник Юрию Никулину, автором выступил Александр Рукавишников. Два года спустя на бульваре напротив цирка был торжественно открыт фонтан «Клоуны» работы скульптора Зураба Церетели, композиция посвящена Юрию Никулину и Альберту Саламонскому.

## Современность

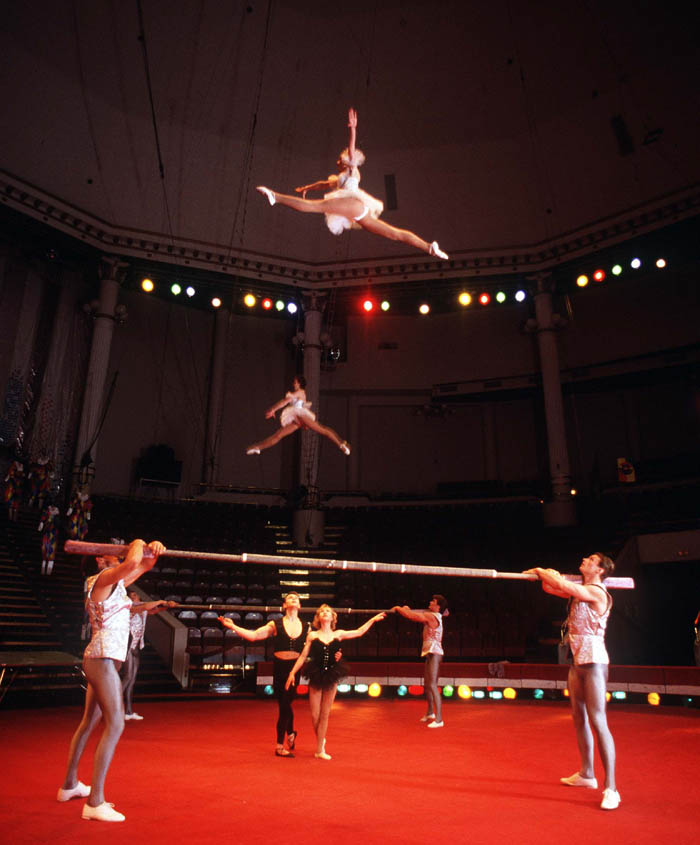
Акробатический номер «русская перекладина», 2007 год

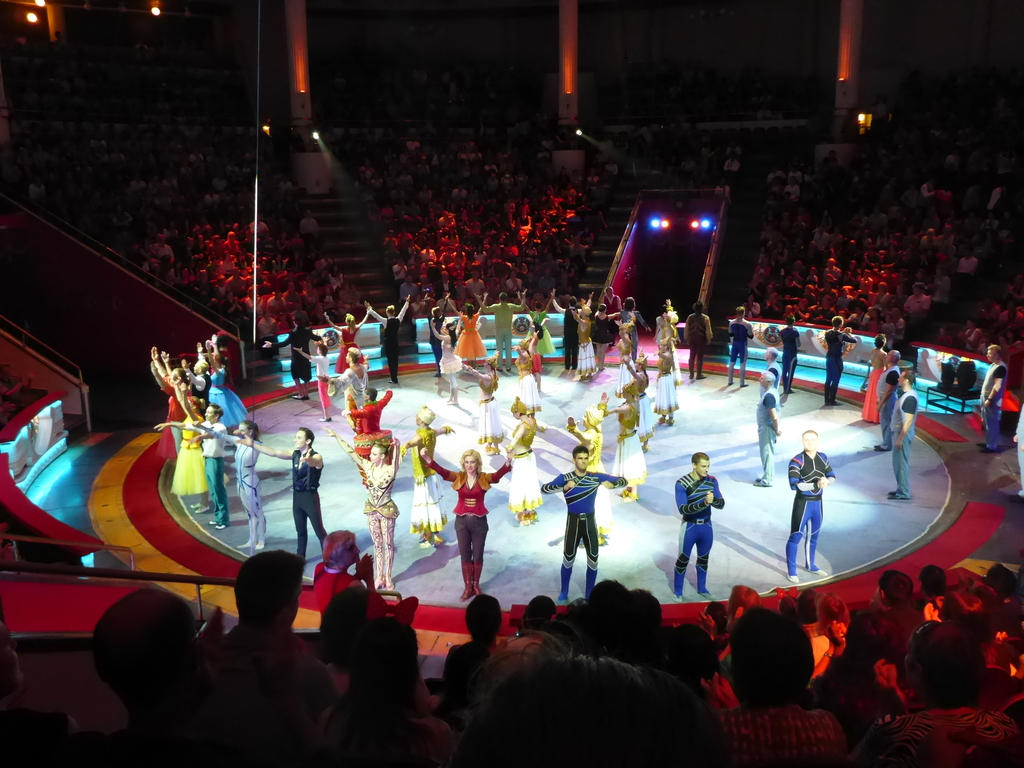
Артисты на манеже, 2016 год

По словам директора Максима Никулина, к 2004 году цирк превратился в процветающее предприятие, в которое входят продюсерский центр и агентство. В некоторые дни на Цветном бульваре проходит по три представления в день, а в сезоне — по шесть программ. Благодаря успешным коммерческим проектам удаётся полностью покрывать творческие расходы. Стоимость подготовки одной программы составляет примерно 120 тысяч долларов США.
В 2011 году администрация начала попытки возродить практику европейских гастролей: впервые за почти 40 лет состоялись представления во Франции. В целом этот опыт был признан успешным, однако, по словам Максима Никулина, «у русского цирка есть знаменитые артисты, но уже нет знаменитого бренда». Для его продвижения требуются средства, которыми цирк не располагает. По состоянию на 2015 год основные выезды проходили в Японию: в этой стране лояльность публики наиболее высокая.
В феврале 2013 года администрация цирка получила уведомление о четырёхкратном повышении арендной ставки: вместо 40 млн рублей новый тариф должен был составить 160 млн рублей. Художественный руководитель Максим Никулин выступил с сообщением в СМИ, что такая сумма превышает половину годового оборота цирка и в случае окончательного подтверждения размера оплаты труппе придётся освободить здание. Неделю спустя мэрия приняла решение не поднимать тариф, цирку Никулина предложили ставку в 1 рубль за 1 квадратный метр:
Это исключение. Город решил сохранить льготную ставку. Чиновники согласились, что сравнивать цирк с торговым или офисным центром по доходам неправильно.
Работники циркового искусства отмечают[когда?] затяжной кризис в профессии, как финансовый, так и касающейся интереса публики: традиционному жанру трудно конкурировать с современными шоу и развлечениями. Цирк Никулина остаётся[когда?] одним из немногих коммерчески успешных в России благодаря льготным условиям аренды и высокой посещаемости: продажи билетов составляют до 98,5 %.

## Художественные руководители
- Альберт Саламонский (1880—1913)
- Павел Петрович Ткаченко (1942—1944)
- Николай Семёнович Байкалов (Архиеерев) (1945—1958)
- Леонид Викторович Асанов (1959—1980)
- Леонид Леонидович Костюк (1980—1982)
- Юрий Владимирович Никулин (1983—1997)
- Максим Юрьевич Никулин (с 1997 года)[14][44][45]

## Фотогалерея
| - Плакат в честь Владимира Дурова, 1910 год - Олег Попов, 1979 год - Укротитель Мстислав Запашный, 2017 год |

## Награды
- Орден Ленина (19 ноября 1939 года) — за выдающиеся заслуги в деле развития советского циркового искусства и воспитания кадров советских цирковых артистов[46].
- Почётная грамота Президиума Верховного Совета РСФСР (18 декабря 1980 года) — за заслуги в развитии советского циркового искусства и в связи со 100-летием со дня основания[47].